# Синхронне плавання на Чемпіонаті світу з водних видів спорту 1991
Змагання з синхронного плавання на Чемпіонаті світу з водних видів спорту 1991 відбулися на Клермонт-Супердромі в Перті (Австралія).

## Таблиця медалей
| Місце              | Країна             | Золото | Срібло | Бронза | Загалом |
| ------------------ | ------------------ | ------ | ------ | ------ | ------- |
| 1                  | США (USA)          | 2      | 1      | 0      | 3       |
| 2                  | Канада (CAN)       | 1      | 1      | 1      | 3       |
| 3                  | Японія (JPN)       | 0      | 1      | 2      | 3       |
| Загалом (3 збірні) | Загалом (3 збірні) | 3      | 3      | 3      | 9       |

## Медальний залік
| Дисципліна | Золото | Срібло | Бронза |
| Соло       | Сільві Фрешетт (CAN) 201.013 | Крістен Бебб-Спрейґ (USA) 196.314                                                                                     | Мікако Котані (JPN) 195.110                                                                                           |
| Дует       | Керен Джозефсон (USA) Сара Джозефсон (USA) 199.762                                                                                    | Мікако Котані (JPN) Акі Такаяма (JPN) 194.307                                                                         | Лайза Александер (CAN) Кеті Ґлен (CAN) 192.649                                                                        |
| Група      | СШАКрістен Бебб-Спрейґ Бекі Дайроен Керен Джозефсон Сара Джозефсон Джилл Сейвері Наталі Шнейдер Гетер Сіммонс Мішелл Світенко 196.144 | КанадаЛайза Александер Керен Кларк Шарлін Девіс Керен Фонтейн Кеті Ґлен Гетер Джонсон Крістін Ларсен Кері Рід 193.259 | ЯпоніяХісако Аоїсі Міна Енкаку Кійоко Ісібасі Ікуко Като Фуміко Окуно Акі Такаяма Юмі Вакабаясі Тіакі Ямамура 189.753 |